# Emscripten
Emscriptenは、CおよびC++ソースコードを、主にウェブブラウザ上で実行することを目的として、WebAssembly（または、2017年にWebAssemblyが登場するまで当初のターゲットであった、asm.jsとして知られるJavaScriptのサブセット）にコンパイルする、LLVM/Clangベースのコンパイラ。
Emscriptenを利用することで、CまたはC++で書かれたアプリケーションやライブラリを事前コンパイルして、ウェブブラウザ上で効率的に、特に動的にコンパイルされたあるいはインタプリタ実行されたJavaScriptと同等か、より速いスピードで実行することが可能になる。さらに最新のWebAssembly System Interface（WASI）の開発成果物とNode.js、Wasmtime、WasmerなどのWebAssemblyランタイムと組み合わせると、Emscriptenは非Web環境で実行するためのWebAssembly埋め込み用にコンパイルすることもできる。

## 利用
EmscriptenはC/C++コードベースをWebAssemblyに移植するために広く利用されており、代表例としてUnreal Engine 3、SQLite、MeshLab、Bullet physics、AutoCAD、Qt アプリケーションフレームワークのサブセットがある。Emscriptenを利用してWebAssemblyに移植されたソフトウェアの他の例としては、以下が挙げられる。

### ゲームエンジン
Unity、Godot、UnrealゲームエンジンはHTML5にエクスポートする選択肢を提供しており、これにはEmscriptenが利用されている。

### フレームワークとツールキット
openFrameworksはEmscriptenを利用してネイティブC++アプリケーションをHTML5にエクスポートできる。emscripten-qtはQtアプリケーションフレームワークを使用して書かれたアプリケーションをWebAssemblyにコンパイルすることを可能にする。

### ソフトウェアアーカイブ
2014年12月にインターネットアーカイブは、多数のアーカイブされたMS-DOSプログラムとPCプログラムへのブラウザ上でのアクセスを提供するため、EmscriptenでコンパイルされたDOSBoxエミュレータをリリースした。

## 参考
- asm.js
- Google Native Client（PNaCl）
- Haxe
- WebAssembly

## 参照
1. ↑  Releases · emscripten-core/emscripten
2. ↑  emscripten-core/emscripten: Emscripten: An LLVM-to-WebAssembly Compiler. "C 46.8%; C++ 37.1%; JavaScript 10.8%"
3. ↑  “Building to WebAssembly — Emscripten 2.0.31 (dev) documentation”. emscripten.org. 2021年9月17日閲覧。
4. ↑  Walton, Zach (2012年4月4日). “Easily Port C++ To HTML5/JavaScript With Emscripten”. WebProNews.   iEntry Network. 2013年8月17日閲覧。
5. ↑  The Wasmtime Project. “WASI:  The WebAssembly System Interface”. WASI.dev.   The Wasmtime Project. 2021年2月10日閲覧。
6. ↑  The Wasmtime Project. “Wasmtime:  A small and efficient runtime for WebAssembly & WASI”. Wasmtime.dev.   The Wasmtime Project. 2021年2月10日閲覧。
7. ↑  Wasmer. “Wasmer:  The Universal WebAssembly Runtime”. Wasmer.io.   Wasmer. 2021年2月10日閲覧。
8. ↑  http://www.meshlabjs.net - Homepage of the experimental, client based, javascript, version of MeshLab that runs inside a browser
9. ↑  “Porting Examples and Demos”. Emscripten GitHub wiki. 2016年3月1日閲覧。
10. ↑  “The Future of AutoCAD”. Through the Interface. 2018年5月9日閲覧。.
11. 1 2  “Qt for WebAssembly”. 2020年9月25日閲覧。
12. ↑  “Unity game engine heading to the browser without plug-ins”. Ars Technica. 2016年3月1日閲覧。
13. ↑  “The future of scripting in Unity – Unity Blog”. Unity Technologies Blog. 2016年3月1日閲覧。
14. ↑  “Tappy Chicken”. www.unrealengine.com. 2016年3月1日閲覧。
15. ↑  “openFrameworks setup for Emscripten”. openFrameworks. 2016年3月4日閲覧。
16. ↑  Ohlheiser, Abby (2015年1月5日). “You can now play nearly 2,400 MS-DOS video games in your browser”. The Washington Post. 2015年1月8日閲覧。
17. ↑  Each New Boot a Miracle by Jason Scott (December 23, 2014)
18. ↑  “Internet Archive Search: "collection:softwarelibrary_msdos"”. archive.org. 2016年3月1日閲覧。